# USA for Africa

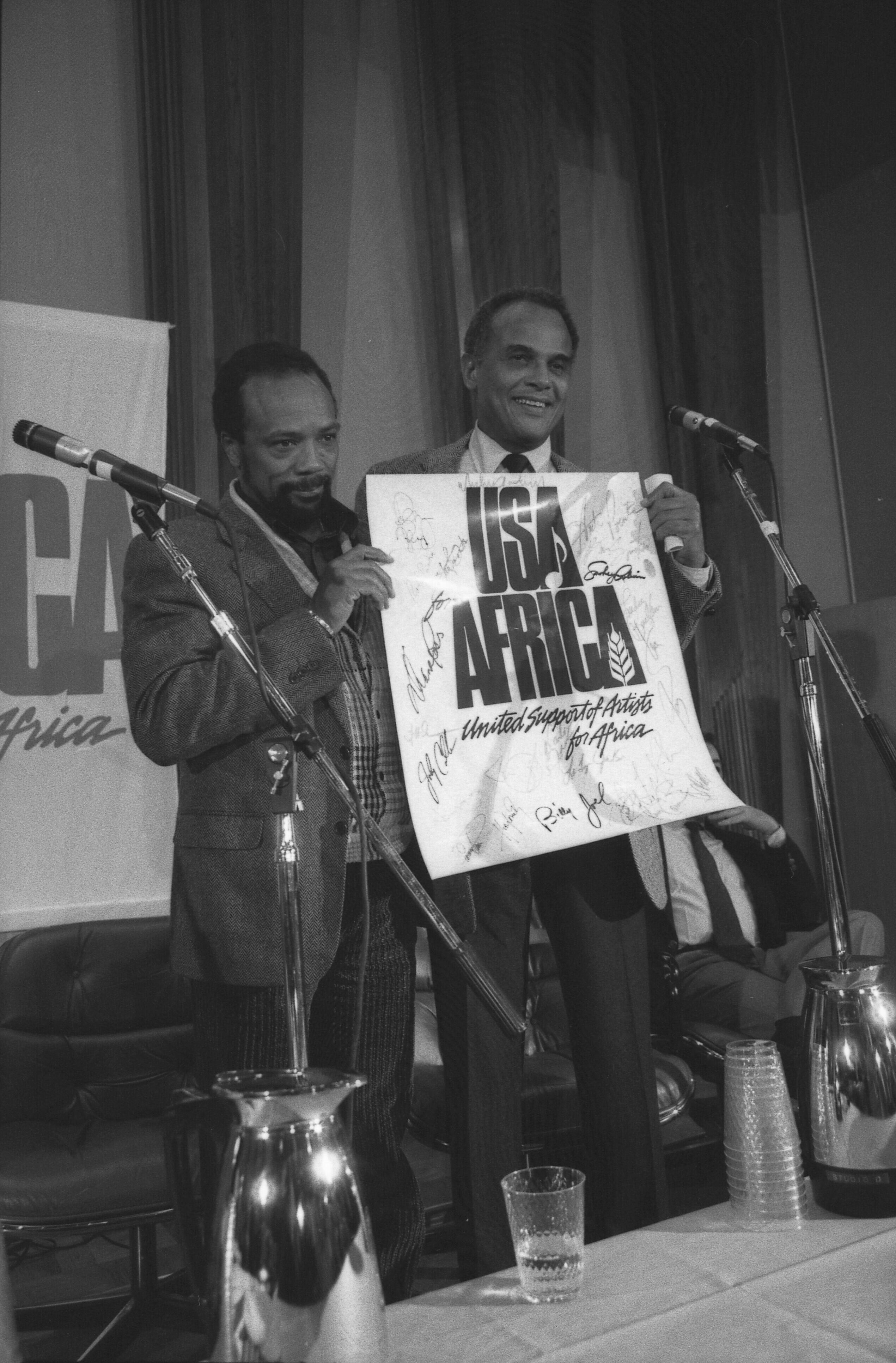
Quincy Jones e Harry Belafonte segurando um pôster autografado do USA for Africa

"USA for Africa" ("United Support of Artists for Africa"), é o nome sob o qual quarenta e cinco artistas norte-americanos, liderados por Michael Jackson, Lionel Richie, Harry Belafonte e Kenny Rogers, gravaram o compacto "We Are The World" em 1985. A canção alcançou a primeira colocação na parada de sucessos dos Estados Unidos e do Reino Unido em abril daquele ano.
A maioria dos lucros da empreitada foi para a USA for Africa Foundation, que os usou para ajudar as vítimas da fome e doenças na África, especialmente para a Etiópia; alguns críticos da ação alegam, entretanto, que o dinheiro arrecadado foi entregue aos governos (muitos dos quais ditatoriais) dos países afetados pela fome em vez da população final.
O USA for Africa também realizou um evento beneficente, Hands Across America, no qual aproximadamente 7 milhões de pessoas seguraram as mãos em uma corrente humana durante 15 minutos, num caminho que se espalhava pelos Estados Unidos. Os participantes pagaram 10 dólares para ingressar na fila. O dinheiro arrecadado também serviu para aliviar a fome e a falta de moradias na África.
As receitas combinadas da vendas de "We Are the World" e do evento "Hands Across America" totalizaram cerca de 100 milhões de dólares.

## "We are the world"
A canção foi composta por Michael Jackson e Lionel Richie, produzida por Quincy Jones e gravada em 28 de janeiro de 1985 no A&M Studios em Hollywood, Califórnia.
A gravação de uma apresentação ao vivo, feita em 13 de junho de 1985, foi lançada no DVD do Live Aid em 8 de novembro de 2004.
A sugestão veio de Harry Belafonte, inspirado pelo sucesso da Band Aid e seu compacto "Do They Know It's Christmas?" em 1984.
Para a gravação foi escolhido o mesmo dia da premiação American Music Awards, para assegurar que o maior número possível de artistas comparecesse. No total, participaram 45, inclusive Bob Geldof, que organizou o Live Aid no Reino Unido e Estados Unidos. Os vocais foram dividos entre 21 cantores, incluindo Richie, Michael Jackson, Tina Turner, Bob Dylan e Bruce Springsteen.
Como era de se esperar, o compacto foi um grande sucesso, vendendo mais de 7,5 milhões de cópias só nos Estados Unidos, seguido por um álbum, USA for África: We Are The World, que vendeu mais 3 milhões, e que trazia músicas de outros artistas. O montante arrecadado com as gravações, um videoclipe e merchandising chegou a 50 milhões de dólares.

## Músicos participantes

### Vocalistas principais
|  | - Michael Jackson - Lionel Richie - Stevie Wonder - Paul Simon - Kenny Rogers - James Ingram | - Tina Turner - Billy Joel - Diana Ross - Dionne Warwick | - Willie Nelson - Al Jarreau - Bruce Springsteen - Kenny Loggins - Steve Perry | - Daryl Hall - Huey Lewis - Cyndi Lauper - Kim Carnes - Bob Dylan | - Ray Charles |

### Lista completa dos vocalistas
| - Dan Aykroyd - Harry Belafonte - Lindsey Buckingham - Kim Carnes - Ray Charles - Bob Dylan - Sheila E. | - Bob Geldof - Daryl Hall - James Ingram - Jackie Jackson - LaToya Jackson - Marlon Jackson - Michael Jackson | - Randy Jackson - Tito Jackson - Al Jarreau - Waylon Jennings - Billy Joel - Cyndi Lauper - Huey Lewis | - Kenny Loggins - Bette Midler - Willie Nelson - John Oates - Jeffrey Osborne - Steve Perry - The Pointer Sisters | - Lionel Richie - Smokey Robinson - Kenny Rogers - Diana Ross - Paul Simon - Bruce Springsteen - Tina Turner | - Dionne Warwick - Stevie Wonder |

### Instrumentistas
- Michael Boddicker - sintetizadores, programação
- Paulinho da Costa - percussão
- Louis Johnson - baixo
- Michael Omartian - teclados
- Greg Phillinganes - teclados
- John Robinson - bateria

## Discografia
- 1985 - We are the World